# イリューヒン・ミーシャ
イリューヒン・ミーシャ（ロシア語: Михаил Илюхин、英語: Mikhail Ilyukhin、1966年11月21日 - ）は、ロシアの男性総合格闘家。トゥーラ州トゥーラ出身。ロシアン・トップチーム所属。
ヴォルク・ハンの弟子。

## 来歴
1994年6月18日、リングスに初来日。長井満也に腕ひしぎ十字固めで一本勝ち。以降、リングス常連選手として参戦を重ねる。
1995年7月1日、ロシアで行なわれたIAFCに出場し、優勝。
1995年9月25日、IAFCに出場。3回戦でイゴール・ボブチャンチンに勝利するなどして決勝に進むも、ヒカルド・モラエスにチョークスリーパーで一本負けし、準優勝に終わる。
1996年7月14日、シュートボクシング「S-cup '96」でメストレ・フッキとバーリトゥード・ルールで対戦し、変形裸絞めで一本勝ち。
1997年に行なわれたリングス初のチャンピオン選定トーナメントにおいて、1回戦で成瀬昌由、2回戦で高阪剛を破り、準決勝では兄弟子に当たるヴォルク・ハンをも下して決勝に進出。翌年に行なわれた決勝では田村潔司に敗れたものの、準優勝を飾った。
2003年6月8日、PRIDE初参戦となったPRIDE.26でクイントン・"ランペイジ"・ジャクソンと対戦し、グラウンドの膝蹴りでギブアップ（PRIDEの公式記録はTKO）負け。
2005年11月23日、U-STYLE Axisで川田利明と対戦し、4分44秒フロントチョークで一本負け。3日後の11月26日にHERO'Sリトアニア大会でも試合を行った。

## 戦績
| 総合格闘技 戦績 | 総合格闘技 戦績 | 総合格闘技 戦績 | 総合格闘技 戦績 | 総合格闘技 戦績 | 総合格闘技 戦績 | 総合格闘技 戦績 |
| --------------- | --------------- | --------------- | --------------- | --------------- | --------------- | --------------- |
| 39 試合         | (T)KO           | 一本            | 判定            | その他          | 引き分け        | 無効試合        |
| 27 勝           | 0               | 23              | 2               | 2               | 1               | 0               |
| 11 敗           | 2               | 6               | 0               | 3               | 1               | 0               |

| 勝敗 | 対戦相手                             | 試合結果                                 | 大会名 | 開催年月日     |
| ○    | ジョーダナス・ポスカイティス         | 2R 1:10 レッグロック                     | HERO'S LITHUANIA 2005                                                                                         | 2005年11月26日 |
| ○    | ペトロフ・コレフ                     | 1R ヒールホールド                        | Rings Russia: CIS vs. The World                                                                               | 2005年8月20日  |
| ×    | クイントン・"ランペイジ"・ジャクソン | 1R 6:26 ギブアップ（グラウンドの膝蹴り） | PRIDE.26 REBORN                                                                                               | 2003年6月8日   |
| ○    | 藤井克久                             | 1R 5:45 フロントチョーク                 | プレミアムチャレンジ                                                                                          | 2002年5月6日   |
| △    | 金原弘光                             | 5分3R終了 判定1-0                        | リングス WORLD TITLE SERIES GRAND-FINAL                                                                       | 2002年2月15日  |
| ×    | ボビー・ホフマン                     | 2R終了時 TKO（タオル投入）               | リングス WORLD TITLE SERIES 〜旗揚げ10周年記念特別興行〜 【ワールドタイトル決定トーナメント ヘビー級 準決勝】 | 2001年8月11日  |
| ○    | ボリス・ジュリアスコフ               | 2R 0:53 膝十字固め                       | リングス 10th ANNIVERSARY WORLD TITLE SERIES 【ワールドタイトル決定トーナメント ヘビー級 1回戦】              | 2001年6月15日  |
| ○    | メストレ・フッキ                     | 1R 7:03 変形裸絞め                       | シュートボクシング S-cup '96 決勝戦                                                                           | 1996年7月14日  |
| ×    | カーロス・バヘット                   | 2R 3:15 チョークスリーパー               | Universal Vale Tudo Fighting 1                                                                                | 1996年4月5日   |
| ×    | ヒカルド・モラエス                   | 1R 9:44 チョークスリーパー               | IAFC: Absolute Fighting Championship 1 【決勝】                                                               | 1995年11月25日 |
| ○    | Achmed Sagidguseinov                 | 1R 0:05 アキレス腱固め                   | IAFC: Absolute Fighting Championship 1 【準決勝】                                                             | 1995年11月25日 |
| ○    | イゴール・ボブチャンチン             | 1R 6:30 ギブアップ                       | IAFC: Absolute Fighting Championship 1 【準々決勝】                                                           | 1995年11月25日 |
| ○    | アンドレイ・ベセディン               | 1R 1:21 フロントチョーク                 | IAFC: Absolute Fighting Championship 1 【2回戦】                                                              | 1995年11月25日 |
| ○    | ザギル・エリビノフ                   | 1R 1:35 腕ひしぎ十字固め                 | IAFC: Absolute Fighting Championship 1 【1回戦】                                                              | 1995年11月25日 |